# Campionati del mondo di atletica leggera 1976
I campionati del mondo di atletica leggera 1976 sono stati la prima competizione internazionale di livello mondiale organizzata dalla International Association of Athletics Federations. Si svolsero il 18 settembre 1976 a Malmö, in Svezia, presso il Malmö Stadion e comprendevano come unica disciplina la 50 km di marcia, disciplina facente parte del programma olimpico dal 1932, ma non inclusa in quello dei Giochi olimpici di Montréal 1976, motivo per cui la federazione internazionale decise di organizzare questa manifestazione. Questa manifestazione non rientra nel conteggio dei campionati del mondo di atletica leggera, in quanto l'edizione numero uno è ufficialmente considerata dalla IAAF quella di Helsinki 1983.
Il vincitore della medaglia d'oro fu il sovietico Veniamin Soldatenko, già medaglia d'argento ai Giochi olimpici di Monaco di Baviera 1972. Questa vittoria ha fatto di lui il primo campione mondiale in un campionato IAAF, nonché il più anziano all'età di 37 anni e 258 giorni.

## Nazioni partecipanti
Presero parte all'evento 20 nazioni per un totale di 42 atleti (il numero di atleti per nazione è indicato tra parentesi).
- Australia (3)
- Canada (3)
- Finlandia (2)
- Francia (2)
- Germania Est (3)

- Germania Ovest (3)
- Isole Vergini Americane (1)
- Israele (1)
- Italia (3)
- Lussemburgo (1)

- Messico (2)
- Paesi Bassi (1)
- Polonia (2)
- Regno Unito (3)
- Spagna (1)

- Stati Uniti (3)
- Svezia (3)
- Svizzera (1)
- Ungheria (1)
- Unione Sovietica (3)

## Situazione pre-gara
Prima di questa competizione, il record del mondo (RM) era il seguente:
| Record                | Prestazione  | Atleta                        | Data                                 |
| --------------------- | ------------ | ----------------------------- | ------------------------------------ |
| Record mondiale       | 3h52'45"     | Bernd Kannenberg Germania Est | 27 maggio 1972 Brema, Germania Ovest |
| Record dei campionati | nuovo evento | nuovo evento                  | nuovo evento                         |

Il campione olimpico in carica era:
| Campione | Atleta                          | Prestazione | Data                                               | Competizione              |
| -------- | ------------------------------- | ----------- | -------------------------------------------------- | ------------------------- |
| Olimpico | Bernd Kannenberg Germania Ovest | 3h56'11"6   | 3 settembre 1972 Monaco di Baviera, Germania Ovest | Giochi della XX Olimpiade |

## Classifica

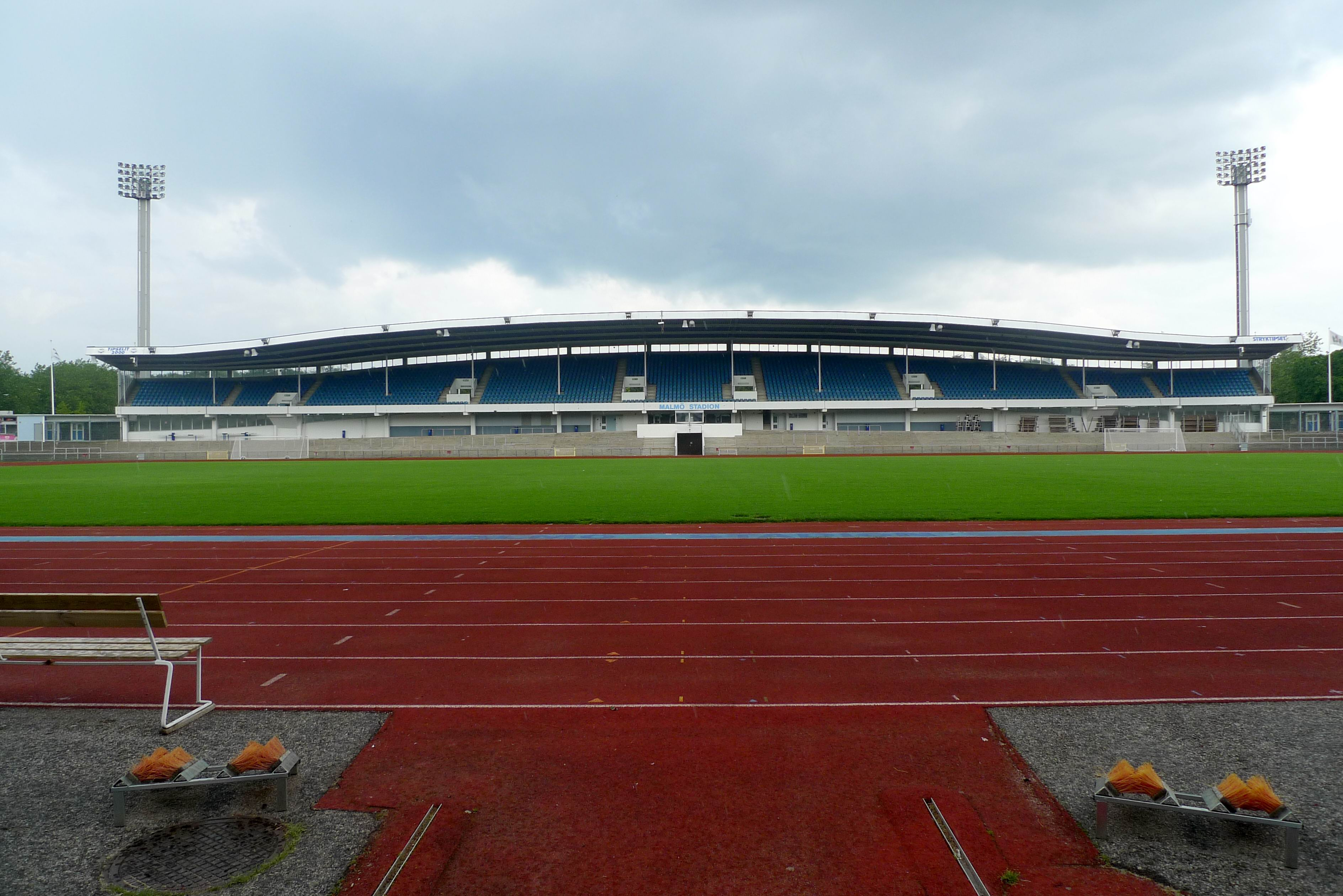
Il Malmö Stadion, sede della partenza e dell'arrivo della gara.

| Pos.    | Atleta              | Nazionalità             | Tempo    | Note                  |
| ------- | ------------------- | ----------------------- | -------- | --------------------- |
| Oro     | Veniamin Soldatenko | Unione Sovietica        | 3h54'40" | Record dei campionati |
| Argento | Enrique Vera        | Messico                 | 3h58'14" |                       |
| Bronzo  | Reima Salonen       | Finlandia               | 3h58'53" |                       |
| 4       | Domingo Colín       | Messico                 | 4h00'34" |                       |
| 5       | Matthias Kröl       | Germania Est            | 4h00'58" |                       |
| 6       | Evgenij Lungin      | Unione Sovietica        | 4h04'36" |                       |
| 7       | Paolo Grecucci      | Italia                  | 4h04'59" |                       |
| 8       | Ralf Knütter        | Germania Est            | 4h05'41" |                       |
| 9       | Gerhard Weidner     | Germania Ovest          | 4h06'20" |                       |
| 10      | Evgenij Evsjukov    | Unione Sovietica        | 4h07'14" |                       |
| 11      | Bogusław Kmiecik    | Polonia                 | 4h09'30" |                       |
| 12      | Steffan Müller      | Germania Est            | 4h10'17" |                       |
| 13      | Bob Dobson          | Regno Unito             | 4h10'20" |                       |
| 14      | Agustín Argenti     | Spagna                  | 4h11'04" |                       |
| 15      | Lennart Lundgren    | Svezia                  | 4h11'43" |                       |
| 16      | Heinrich Schubert   | Germania Ovest          | 4h11'55" |                       |
| 17      | Franco Vecchio      | Italia                  | 4h12'14" |                       |
| 18      | Bohdan Bułakowski   | Polonia                 | 4h13'20" |                       |
| 19      | Hans Binder         | Germania Ovest          | 4h13'49" |                       |
| 20      | Seppo Immonen       | Finlandia               | 4h15'28" |                       |
| 21      | Larry Young         | Stati Uniti             | 4h16'47" |                       |
| 22      | Willy Sawall        | Australia               | 4h18'27" |                       |
| 23      | Timothy Ericsson    | Australia               | 4h20'23" |                       |
| 24      | Ferenc Danovsky     | Ungheria                | 4h22'36" |                       |
| 25      | Stefan Ingvarsson   | Svezia                  | 4h26'45" |                       |
| 26      | Lucien Faber        | Lussemburgo             | 4h26'48" |                       |
| 27      | August Hirt         | Stati Uniti             | 4h28'35" |                       |
| 28      | Pat Farrelly        | Canada                  | 4h29'54" |                       |
| 29      | Robin Whyte         | Australia               | 4h30'08" |                       |
| 30      | Shaul Ladany        | Israele                 | 4h33'02" |                       |
| 31      | Claude Saurriat     | Francia                 | 4h34'57" |                       |
| 32      | Roy Thorpe          | Regno Unito             | 4h35'57" |                       |
| 33      | Glen Sweazey        | Canada                  | 4h36'00" |                       |
| 34      | Max Grob            | Svizzera                | 4h38'08" |                       |
| 35      | Nico Schroten       | Paesi Bassi             | 4h42'53" |                       |
| 36      | Helmut Bueck        | Canada                  | 4h50'52" |                       |
| 37      | Henry Klein         | Isole Vergini Americane | 5h09'04" |                       |
| –       | Gérard Lelièvre     | Francia                 | dnf      |                       |
| –       | Carl Lawton         | Regno Unito             | dnf      |                       |
| –       | Fred Godwin         | Stati Uniti             | dnf      |                       |
| –       | Vittorio Visini     | Italia                  | dnf      |                       |
| –       | Bengt Simonsen      | Svezia                  | dq       |                       |